# アラビア語パレスチナ方言
アラビア語パレスチナ方言（英: Palestinian Arabic）は、アラビア語の口語（アーンミーヤ）のひとつで、レヴァント方言に分類される方言。パレスチナ人が日常の話し言葉として用いる言語である。

## 特徴
パレスチナ方言の特徴として、未完了形の語頭にbの発音が生じ、女性形語尾 a（フスハー）が、e になっている（強勢子音でない子音の後のみ）。その他、疑問詞は下記のようにフスハーとはかなりかけ離れた（すなわち通常のアラビア語の辞書には掲載されていない）語彙がある。また、イスラエル国内においては、アラビア語のなかにかなりヘブライ語の語彙などが混入しており、ヘブライ語の影響を受けている。定冠詞ال（アル、パレスチナ方言では「イル」）の前に ه（ハ）がつくことがある。このهال は、シリア、イラクなど広範囲に見られる。年代的に考えて、ヘブライ語の定冠詞がה（ハ）とは関係ない。そして、エルサレム方言、イスラエル北部のガリラヤ方言、ならびに都市部と農村部における相違がみられる。

疑問詞
| フスハー     | アラビア語パレスチナ方言   | 和訳       |
| ------------ | -------------------------- | ---------- |
| لماذا Limāðā | ليش Layš                   | なぜ       |
| ماذا māðā    | ايش ayš, شو šū             | 何         |
| كيف Kayfa    | كيف Kīf, چيف ĉīf, كنف kinf | どのように |
| متى matā     | إيمتى īmtā, إيمتين īmtīn   | いつ       |
| اين ayna     | وين wayn                   | どこで     |
| من man       | مين mīn                    | 誰         |